# Senai
Senai (en malayo: Senai) es una localidad de Malasia, en el estado de Johor.
Se encuentra a 27 m sobre el nivel del mar. 

## Demografía
Según estimación 2010 contaba con 107576 habitantes.